# Kursk-Offensive 2024 bis 2025
Die Kursk-Offensive von August 2024 bis März 2025 war ein strategischer Vorstoß der ukrainischen Streitkräfte am Südwestrand des russischen Verwaltungsbezirkes Oblast Kursk während des Russisch-Ukrainischen Krieges. Sie stellte eine neue Entwicklung im seit 2022 eskalierten Konflikt zwischen Russland und der Ukraine dar. Erstmals griffen reguläre ukrainische Bodentruppen russisches Territorium an, während zuvor nur Freiwillige, wie bei den Angriffen auf das russische Grenzgebiet im Sommer 2023, solche Aktionen durchgeführt hatten. Die ukrainischen Truppen drangen bis zu 35 Kilometer tief bei der Kleinstadt Sudscha in russisches Territorium ein, unterstützt durch Drohnen und Artillerie. Damit hat zum ersten Mal seit dem Wendepunkt des Zweiten Weltkriegs eine fremde Armee russisches Staatsgebiet besetzt. Nach zahlreichen erfolglosen Versuchen gelang es den russischen Kräften bis Ende März 2025 die ukrainischen Kräfte durch eine schnelle Gegenoffensive weitgehend aus dem eroberten russischen Gebiet zu vertreiben.

## Hintergrund und Ziele der Offensive

Das Kampfgebiet der Kursk-Offensive

Der Vorstoß ukrainischer Truppen in der Oblast Kursk sollte nach Angaben eines ukrainischen Sicherheitsberaters Russland destabilisieren. Der ukrainische Staatspräsident Wolodymyr Selenskyj erklärte, dass die Offensive vor dem Hintergrund des russischen Beschusses der ukrainischen Oblast Sumy erfolgt sei. So waren laut Selenskyj seit dem 1. Juni „fast 2100 Gebiete in der Region Sumy beschossen“ worden. Ziel der Offensive sei, „insbesondere die Gebiete, von denen aus die russische Armee Angriffe“ auf die Oblast Sumy durchführte, zu kontrollieren und das russische Militär aus dem russisch-ukrainischen Grenzgebiet zu verdrängen. Im August 2024 erklärte Selenskyj, Ziel sei die Schaffung einer Pufferzone auf dem Territorium des Aggressors. Im selben Monat erklärte der ukrainische General Oleksandr Syrskyj, die Strategie der Ukraine in Kursk sei es, Russland dazu zu bringen, russische Einheiten aus der Oblast Donezk, insbesondere aus den umkämpften Städten Pokrowsk und Kurachowe, nach Kursk zu verlagern.
Als ein Nebenaspekt der Offensive wurde die Gefangennahme von russischen Soldaten betrachtet, um sie für einen Gefangenenaustausch mit Russland zu nutzen.

## Verlauf

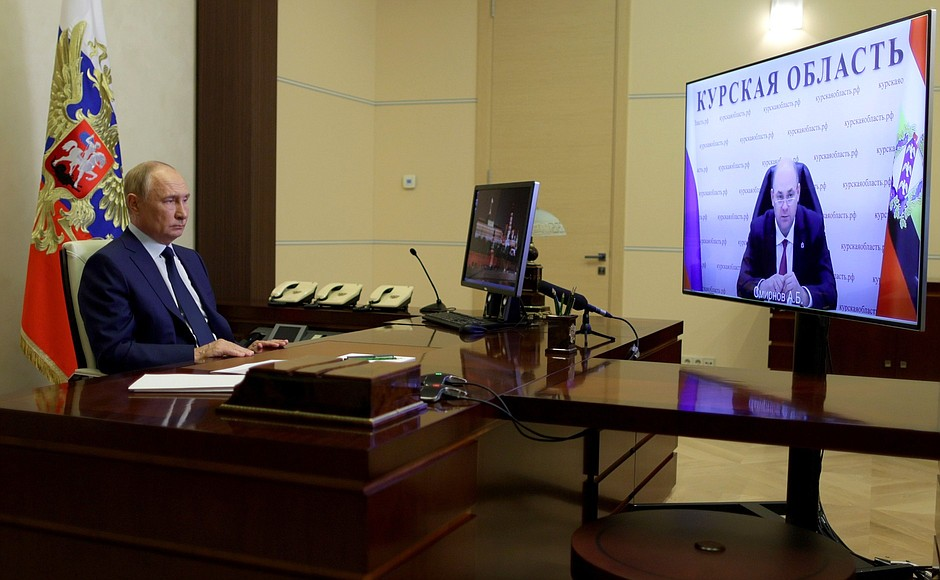
Putin am 8. August beim Gespräch mit Alexei Smirnow, dem Gouverneur der Oblast Kursk

### Ukrainische Gebietsgewinne
Die Offensive begann am 6. August 2024 mit einem koordinierten Angriff, bei dem ukrainische Truppen über die Grenze überraschend in das Gebiet Russlands in Richtung der Großstadt Kursk eindrangen; kleine, mobile Gruppen stießen weit vor und umgaben die Kleinstadt Sudscha, die bis zum 8. August vollkommen besetzt wurde. Auch nördlich der Stadt konnten die Ukrainer 40 Kilometer weiter vorrücken, teilweise unter Umgehung russischer Truppenteile. Im Raum zwischen Lewschinka und Scheptuchowka griffen die Russen ukrainische Positionen und Panzer mit Fernwaffen an wie auch weiter östlich bei dem Ort Schurawli. Russland reagierte mit der Verlegung zusätzlicher Truppen. Beide Seiten berichteten von Verlusten; die ukrainischen Quellen sprachen von einer hohen Zahl russischer Gefangener, darunter viele Wehrdienstleistende.
Das russische Verteidigungsministerium berichtete am 11. August von angeblichen Gefechten in der Nähe der Dörfer Tolpino und Obschtschi Kolodes in der Oblast Kursk, 25 bis 30 Kilometer von der ukrainisch-russischen Grenze entfernt. Bis zum 12. August hatte die Ukraine laut eigenen Angaben 1000 km² von der Oblast Kursk erobert. Sowohl russische Militärblogger als auch der ehemalige ukrainische Verteidigungsminister Andrij Sahorodnjuk gaben an, dass sich die tschetschenische Spezialeinheit Achmat, die als Teil der Kadyrowzy der russischen Nationalgarde angehört (die wiederum für den Grenzschutz zuständig ist), kampflos von ihren Positionen zurückzog. Der Gouverneur der Oblast Kursk Alexei Smirnow berichtete dem russischen Staatspräsidenten am selben Tag öffentlichkeitswirksam, die ukrainischen Kräfte kontrollierten ein Gebiet von etwa 40 Kilometern Breite und zwölf Kilometern Tiefe, in dem sich 28 Ortschaften befänden. Smirnow gab an, es seien in der Oblast Kursk 40 Kilometer Panzergräben ausgehoben und der Bau von 90 Unterständen in Arbeit.
Am 14. August wurde auch in der angrenzenden russischen Oblast Belgorod der Ausnahmezustand ausgerufen. Am selben Tag kontrollierten ukrainische Streitkräfte nach Angaben der ukrainischen Staatsführung in der Oblast Kursk 74 Ortschaften. Das russische Militär zog zunehmend unterschiedliche Reserven in der Region Kursk zusammen, u. a. aus Kaliningrad und anderen vom Krieg nicht betroffenen Regionen; die bisher an der Front im Donbas kämpfenden russischen Einheiten gaben aber nur marginal Kapazitäten und Ressourcen ab, ihre Vorwärtsbewegung im Donbas kam durch die ukrainische Offensive nicht zum Stillstand. Die Ukraine richtete am 15. August auf dem eroberten russischen Gebiet die Militärkommandantur von Kursk ein. Die militärische Verwaltungsbehörde soll das öffentliche Leben im besetzten Gebiet regulieren. Als ukrainischer Militärkommandant von Kursk wurde der ukrainische Generalmajor Eduard Moskaljow ernannt. Den ukrainischen Luftstreitkräften gelang es nach mehreren Versuchen, eine der drei wichtigen Brücken am Fluss Seim im Rajon Gluschkowo zu zerstören und die beiden anderen zu beschädigen. Dies erschwert zunehmend die Versorgung der russischen Truppen an der ukrainischen Grenze südlich des Seim. Nach Auffassung des Institute for the Study of War verlegten die russischen Streitkräfte ca. Mitte August vereinzelt Truppenteile aus der teilweise besetzten ukrainischen Oblast Saporischschja in die Oblast Kursk.
Bis zum 27. August hatte die ukrainische Armee nach Angaben ihres Oberbefehlshabers Olexander Syrskyj in der Oblast Kursk 100 Dörfer und knapp 1.300 Quadratkilometer russisches Staatsgebiet erobert. Syrskyj erklärte außerdem, dass das kurzfristige Ziel erreicht worden sei, russische Einheiten in Kursk zu binden, damit diese nicht in der Ukraine zum Einsatz kommen. So seien bereits knapp 30.000 russische Soldaten in die Oblast Kursk geschickt worden. Ein Teil der Geflüchteten kehrte zurück, in den besetzten Gebieten gab es Angst vor einer rücksichtslosen Rückeroberung durch Russland. Laut einer Bewohnerin wurde in Kursk nach der Offensive weniger heimlich über den Krieg gesprochen.

### Russische Gegenstöße
Anfang September 2024 wurden aus der von ukrainischen Truppen besetzten Stadt Sudscha massive russische Artillerieüberfälle gemeldet. Laut ukrainischen Medien zerstörte das russische Militär systematisch die eigene Stadt, in der noch rund 200 der ursprünglich 5000 Bewohner lebten. Wenig später besetzte die 95. ukrainische Polissia-Luftlandebrigade auch russisches Gebiet im Rajon Gluschkowo im äußersten Westen der Oblast Kursk.
Putin soll den russischen Kräften angeordnet haben, bis Oktober 2024 die besetzten Gebiete im Oblast Kursk zurückzugewinnen. Um den 10. Oktober herum begannen die russischen Streitkräfte nach Angaben des ukrainischen Militärs eine Gegenoffensive in der Oblast Kursk. Zuvor waren nach Darstellung des ukrainischen Militärs 50.000 russische Soldaten aus dem Süden der Ukraine nach Kursk verlegt worden. Der russische General Apty Alaudinow behauptete spätestens am 14. Oktober, dass knapp die Hälfte der von der Ukraine eroberten Gebiete bei Kursk wieder unter russische Kontrolle gebracht worden seien. Am 23. Oktober trafen nach Angaben des ukrainischen Militärgeheimdienstes nordkoreanische Soldaten bzw. Söldner im Kampfgebiet der Oblast Kursk ein. Laut dem südkoreanischen Geheimdienst NIS waren bis dahin etwa 3.000 nordkoreanische Soldaten in Russland eingetroffen und ganz oder teilweise mit gefälschten russischen Pässen bzw. Identitäten und Uniformen ausgestattet worden. Nach Erkenntnissen der US-Regierung waren Ende Oktober 10.000 nordkoreanische Soldaten in Russland, davon bis zu 8.000 in der Oblast Kursk. Mitte November 2024 gab der ukrainische Präsident Selenskyj an, dass ukrainische Truppen in diesem Frontgebiet rund 50.000 russische Soldaten binden würden; diese könnten somit nicht an Fronten auf ukrainischem Territorium eingesetzt werden. Das ukrainische Militär kontrollierte eigenen Angaben zufolge Mitte November rund 800 Quadratkilometer; die maximale Fläche, die bis dahin besetzt gehalten worden war, habe knapp 1400 Quadratkilometer betragen. Ebenfalls Mitte November 2024 scheiterten russische Angriffe auf ukrainische Stellungen; insbesondere Einheiten der 810. Marineinfanterie-Brigade erlitten hohe Verluste an Menschenleben und Ausrüstung. Einer ukrainischen Spezialeinheit gelang es zudem, nachts hinter den russischen Linien 16 ukrainische Soldaten herauszuholen, die von ihren eigenen Linien abgeschnitten waren. Anfang Januar 2025 wurde gemeldet, dass die Ukraine eine neue Offensive in Kursk begonnen habe. Der ukrainische Präsident Selenskyj sprach von hohen russischen und nordkoreanischen Verlusten bei den Kämpfen. Beobachtern zufolge könnten die wiederaufgenommenen ukrainischen Vorstöße ein Versuch sein, sich noch vor der Amtseinführung des künftigen US-Präsidenten Donald Trump in eine bessere Position für mögliche Verhandlungen zu bringen.

### Rückzug ukrainischer Kräfte
Anfang März 2025 eroberten russische Truppen nach eigenen Angaben drei Dörfer zurück und erzielten Bodengewinne. Die ukrainische Logistik sei durch russische Angriffe sehr gestört. Laut ukrainischen Militärbeobachtern standen von ursprünglich 1200 Quadratkilometern nur noch weniger als 300 unter ukrainischer Kontrolle. Das Conflict Intelligence Team berichtete von einem systematischen ukrainischen Rückzug aus Sudscha. Am 13. März 2025 gaben die russischen Streitkräfte bekannt, dass auch die Kleinstadt Sudscha wieder unter ihrer Kontrolle sei. Laut der Washington Post waren an diesen russischen Operationen auch nordkoreanische Truppen beteiligt. Dank des kampflosen Rückzuges blieben die meisten Gebäude unbeschädigt.
Ein wesentlicher Faktor für den Rückzug war die eingestellte Zurverfügungstellung von Aufklärungsdaten durch die USA wie der Bildaufnahmen von Erdbeobachtungssatelliten von Maxar Technologies. Dieser Darstellung widersprach jedoch Selenskyj. Da die USA vorübergehend die nachrichtendienstliche und kommunikationstechnische Unterstützung für die Ukraine eingestellt hatten, befanden sich die ukrainischen Streitkräfte, die in der Oblast Kursk kämpften, in einer äußerst schwierigen Lage. Ihre Kommunikation, ihr Lagebild vom gesamten Gefechtsfeld und sogar das Funktionieren ihrer Artillerie waren von der US-Unterstützung abhängig. Durch die Einstellung der US-Unterstützung wurde die ukrainische Armee plötzlich blind. Die russischen Truppen nutzten diese Gelegenheit sofort aus und verstärkten ihre Angriffe aus allen Richtungen gegen den ukrainischen Vorposten. Darüber hinaus versuchten russische Spezialeinheiten, die ukrainischen Stellungen durch eine große, nicht in Betrieb befindliche Gaspipeline zu infiltrieren, was für zusätzliche Verwirrung sorgte. Zuerst brach der nördliche Abschnitt der Front zusammen, danach auch die Flanken. Russische Artillerie- und Drohnenangriffe fügten den ukrainischen Streitkräften in Kursk schwere menschliche und materielle Verluste zu.
Nachdem bereits der ukrainische Generalstab eine Einkesselung Tausender ukrainischer Soldaten in der Region Kursk, wie es der russische Präsident Putin und zuletzt auch US-Präsident Donald Trump gemeldet hatten, dementiert hatte, schrieb am 15. März 2025 auch der ukrainische Präsident Selenskyj, es gebe „keine Einkreisung unserer Truppen“. Selenskyj sagte, die Operationen in bestimmten Gebieten gingen weiter. Trump hatte zuvor behauptet, er habe Putin um Milde für die angeblich eingeschlossenen ukrainischen Soldaten gebeten. Putin machte daraufhin zur Voraussetzung, dass Kiew den Truppen in der Region Kursk befehlen solle, die Waffen niederzulegen und sich in Gefangenschaft zu begeben. Der ukrainische Generalstab meldete hingegen zahlreiche Gefechte in der Region Kursk; auch nach dem Rückzug aus der Kleinstadt Sudscha halte man weiterhin Positionen im westrussischen Gebiet Kursk. Man werde dort aktiv weiterkämpfen – zumindest bis zu einer Einigung auf eine Waffenruhe –, um weiter russische Truppen zu binden, wie Verteidigungsminister Rustem Umjerow betonte. Auch US-Geheimdienstberichte widersprachen Trumps Behauptung von angeblich eingekesselten ukrainischen Einheiten. Laut der Nachrichtenagentur Reuters äußerten US-amerikanische und europäische Beamte, Trumps Aussagen entsprächen nicht der Lage vor Ort. Ein US-Beamter gab an, die US-Regierung sei sehr wohl über die tatsächliche Lage in der Ukraine informiert. Zahlreiche Analysten sprachen davon, dass Trump das russische Narrativ übernommen habe.
Ende März 2025 kontrollierte die Ukraine laut einer vom Generalstab der Armee veröffentlichten Karte noch etwa 70–80 Quadratkilometer der Region Kursk, weniger als zehn Prozent der ursprünglich eroberten Fläche. Russische Truppen verstärkten unterdessen ihre Angriffe. Das russische Verteidigungsministerium behauptete, das Dorf Gogolewka zurückerobert zu haben, während die ukrainische Armee dies dementierte und die Abwehr von 18 russischen Angriffen meldete. Bei einem gescheiterten russischen Angriff wurden einer Mitteilung des ukrainischen 6. Regiments der Einheit für Spezialoperationen (SSO) vom 31. März 2025 zufolge mehrere russische Soldaten getötet, zwei Überlebende wurden gefangen genommen.
Am 26. April 2025 meldete der russische Generalstabschef Waleri Gerassimow in einer Videokonferenz mit dem russischen Präsidenten Putin die komplette Rückeroberung der russischen Grenzregion Kursk. Die letzte Siedlung sei „befreit“ worden. Putin erklärte daraufhin das „Abenteuer“ der Ukraine in Kursk für gescheitert. Die ukrainische Armee dementierte diese Meldungen umgehend: die ukrainischen Einheiten hielten ihre Positionen weiterhin und die Kämpfe dauerten an. Laut dem ukrainischen Militärblog „DeepStateMap“ (vom 28. April 2025) hielten ukrainische Streitkräfte noch fast 18 Quadratkilometer der Region Kursk, rund 21 Quadratkilometer seien umkämpft. Gleichzeitig räumte Russland erstmals ein, für den Kampf zur Rückeroberung auch nordkoreanische Soldaten eingesetzt zu haben, was als Verstoß gegen internationales Recht gilt. Gerassimow berief sich hingegen auf den Vertrag über eine strategische Partnerschaft beider Länder, der auch einen Passus über militärischen Beistand enthalte, sollte einer der beiden Staaten angegriffen werden. Ende April 2025 bestätigte auch der nordkoreanische Machthaber Kim Jong-un den Einsatz von Truppen. Er bezeichnete die Beteiligung als „heilige Mission“ und die  Einheiten als „Helden“, die „für die Gerechtigkeit gekämpft“ hätten. Ein Denkmal in Pjöngjang soll an die im Ukraine-Krieg gefallenen nordkoreanischen Soldaten erinnern. Auch Russlands Präsident Putin dankte Nordkorea, das „aus einem Gefühl der Solidarität, der Gerechtigkeit und echter Kameradschaft gehandelt“ habe. Der Einsatz sei völlig legitim gewesen, gedeckt durch den bilateralen Vertrag über strategische Partnerschaft und, so Putin, auch durch das Völkerrecht.
In einer Videobotschaft vom 21. Mai 2025 erklärte der ukrainische Präsident Selenskyj, ukrainische Einheiten kämpften immer noch auf russischem Boden in den Gebieten Kursk und Belgorod; dies geschehe zum Schutz der ukrainischen Städte Sumy und Charkiw. Damit widersprach Selenskyj Kremlchef Putin, der am Vortag bei einem Besuch in Kursk davon gesprochen hatte, dass dieses Gebiet vollständig zurückerobert sei. Ukrainische Militärbeobachter gaben an, es befänden sich im russischen Gebiet Kursk noch einige wenige Quadratkilometer unter ukrainischer Kontrolle. Der Lagebericht des Institute for the Study of War vom 4. Juni 2025 meldete, dass ukrainische Truppen in der Region Kursk wieder vorgerückt seien; ein Vorstoß sei östlich der grenznahen Siedlung Tjotkino erfolgt, auch von einem Vordringen bei Nowy Put wurde berichtet. Anfang August 2025, am Jahrestag des Beginns der Kursk-Offensive, besuchte der ukrainische Präsident Selenskyj Soldaten, die an der Operation beteiligt waren, und dankte ihnen. Durch den Gefangenentausch habe man, so Selenskyj, mehr als 1000 ukrainische Gefangene nach Hause zurückbringen können. In einer seiner abendlichen Videobotschaften sagte er, man habe „den Krieg auf das Territorium des Aggressors gebracht und [...] operiere[] dort immer noch“.

## Folgen
Am 9. August 2024 wurde der infolge der Kursk-Offensive ausgerufene Ausnahmezustand in Russland zu einem nationalen Notstand hochgestuft. Nach Angaben des Institute for the Study of War scheut der russische Staatspräsident Wladimir Putin die Ausrufung des Kriegszustandes aus politischen und ökonomischen Gründen. Befürchtet werde, dass die Ausrufung des Kriegszustandes Russland weiter destabilisiert. Daher erklärte die russische Staatsführung zunächst statt des Kriegsfalls eine sogenannte „Anti-Terror-Operation“.
Wegen der Kämpfe in der Oblast Kursk wurden nach russischen Behördenangaben von August 2024 120.000 Einwohner aus der Oblast evakuiert. Weitere 60.000 Menschen sollten noch aus der Oblast evakuiert werden. Die Evakuierung war oft ohne die Hilfe des Staates erfolgt. Die Behörden leugneten die Offensive mehrere Tage. Es wurden Pläne des russischen Gouverneurs Alexei Smirnow publik, die evakuierten Russen in den von Russland besetzten Teil der ukrainischen Oblast Saporischschja zu bringen. Laut TASS wurden vorsorglich auch 11.000 Einwohner aus der grenznahen Siedlung Krasnaja Jaruga (Oblast Belgorod) evakuiert.
Russlands Verteidigungsministerium ignorierte die Bitten russischer Zivilisten um die Einrichtung eines „grünen Korridors“ zum Übergang in unbesetztes Gebiet und äußerte, das sei deren persönliches Problem. Russische Bomben machten das Dorf Malaya Loknya zu Staub wie auch Swerdlikowo und Lebedewka.
Auch aus dem Kernkraftwerk Kursk wurden Bauarbeiter evakuiert; dieses liegt ca. 60 km von der ukrainischen Grenze entfernt, das waren zu dem Zeitpunkt der Nachricht ca. 30 km vom weitesten Vorstoß ukrainischer Kräfte. Die Internationale Atomenergie-Agentur ermahnte beide Kriegsparteien zur Zurückhaltung, um einen nuklearen Unfall mit potenziell ernsten Strahlungsfolgen zu vermeiden. Die im Kernkraftwerk aktiven Reaktoren des Bautyps RBMK sind in der Lage, kernwaffenfähiges Plutonium zu erzeugen, das auch im laufenden Betrieb entnommen werden kann. Die RBMK-Reaktoren besitzen kein Containment und gehören demselben Typ an, dessen Explosion 1986 zur Katastrophe von Tschernobyl geführt hatte.
Laut russischen Angaben im März 2025 starben 167 Zivilisten durch die Feindseligkeiten.

## Reaktionen
Nach Angaben von ukrainischen Beamten hat die russische Staatsführung aufgrund der ukrainischen Offensive in russisches Staatsgebiet Pläne zu Verhandlungen über einen begrenzten Waffenstillstand (deren Verhandlungen angeblich für August angesetzt und geheim gehalten worden waren) abgesagt. Der Kreml bestritt die Existenz solcher Verhandlungspläne. Nikolai Patruschew (Berater des russischen Staatspräsidenten Wladimir Putin) bezichtigte die USA und die NATO, an der Vorbereitung des ukrainischen Einmarsches in die russische Oblast Kursk beteiligt gewesen zu sein. Der russische Vize-Außenminister Sergej Rjabkow nannte die Beteiligung der USA an dem Einmarsch „eine Tatsache“, ohne jedoch Belege dafür vorzuweisen. Die Reaktion der Regierung in Moskau, so Rjabkow, könne möglicherweise viel härter ausfallen als zuvor. Die US-Regierung hatte nach Beginn der Offensive erklärt, weder in die Offensive involviert oder an der Planung beteiligt noch vorab über die Offensive informiert gewesen zu sein. Ein Sprecher des US-Außenministeriums machte deutlich, dass es nicht ungewöhnlich sei, dass die Ukraine den USA vor einer Aktion ihre genaue Taktik nicht melde. Die Europäische Union erklärte, die Ukraine habe bei ihrer Verteidigung gegen den russischen Angriffskrieg das Recht, auch das Gebiet des Aggressors zu attackieren.
In der ersten Erklärung im Namen der Ukraine, die von Präsident Wolodymyr Selenskyjs Berater Mychajlo Podoljak herausgegeben wurde, wurde keine Beteiligung Kiews erwähnt. Am 8. August sagte Podoljak, „das Unmögliche“ sei „möglich geworden, die mythische russische Brutalität und Maßlosigkeit“ hätten sich „nun gegen Russland selbst gewendet“. Am 10. August nahm die Ukraine zum ersten Mal direkt Stellung; in einer Ansprache teilte Wolodymyr Selenskyj mit, dass die ukrainischen Streitkräfte den Angriff auf russisches Territorium durchführen. Am 14. August erklärte er, dass die ukrainischen Truppen sich bei ihrem Vorstoß strikt an internationale Konventionen und humanitäres Recht hielten. Es sei humanitäre Hilfe für die Zivilbevölkerung vorbereitet worden; Vertretern internationaler Organisationen soll der Zugang zu den Gebieten gestattet werden. Zum Unabhängigkeitstag der Ukraine (24. August) sagte der ukrainische Präsident Selenskyj, der Krieg sei bereits zum Aggressor „zurückgekehrt“. In einer Videobotschaft äußerte er: „Jeder, der auf unserem Boden Böses säen will, wird die Früchte auf seinem eigenen Territorium ernten. […] Dies ist keine Vorhersage, keine Prahlerei, keine blinde Rache. Es ist einfach nur Gerechtigkeit.“

## Bewertungen
Westliche Kommentatoren hoben hervor, dass es mit dieser Offensive zum ersten Mal seit dem Zweiten Weltkrieg einer Armee gelungen sei, russisches Staatsgebiet zu besetzen.
Der Osteuropa-Historiker Wilfried Jilge sagte, die russische Führung sei von dem ukrainischen Vorstoß „offensichtlich überrascht“ gewesen. Ein Motiv Kiews sei wohl gewesen, zu zeigen, dass die Ukraine noch immer zu solchen „taktischen Momenten“ fähig sei. Ebenso wolle die Ukraine wohl Zeit gewinnen, um die Lage im Osten des Landes zu stabilisieren. Der frühere australische General Mick Ryan betonte, dass in diesem Krieg die These vom „transparenten Schlachtfeld“ nicht mehr zu halten sei. Dieser Überraschungsangriff beweise, wie weit man davon entfernt sei und dass Ablenkungs- wie Täuschungsmanöver entscheidende Elemente eines modernen Kriegs seien. Der Dozent für Kriegswissenschaften an der Universität Portsmouth Frank Ledwidge vermutete, dass die Ukraine mit ihrem Einmarsch einer russischen Offensive in der Oblast Sumy zuvorgekommen und dem russischen Gegner damit „einen Schritt voraus“ sei. Der militärische Chefkoordinator der deutschen Ukraine-Hilfe, Generalmajor Christian Freuding, sagte, nach seinem Eindruck sei „den Ukrainern das Risiko, das sie mit dieser Operation eingehen, durchaus bewusst, aber es kann eben zu einer erheblichen Dynamik kommen, wenn diese Operation erfolgreich durchgeführt wird“. Den Gesamtraum, in dem ukrainische Kräfte operierten, schätzte Freuding (15. August) auf ca. 1000 Quadratkilometer. Das sei „deshalb interessant, weil das in etwa die Größenordnung ist, die die ukrainischen Streitkräfte verloren haben gegen die russischen Streitkräfte seit Jahresbeginn“.
Nach Angaben von Carlo Masala hat der russische Staatspräsident Wladimir Putin die Verantwortung für die Rückeroberung von Kursk nicht auf das Militär übertragen, sondern auf den Inlandsgeheimdienst FSB. Dies beweist laut Masala, dass „Putin den ukrainischen Vormarsch als terroristische Operation betrachtet“. Außerdem lege Putin die Verantwortung damit in die Hände seines ehemaligen Leibwächters (Alexei Djumin).
Nach Berichten des britischen Guardian von Ende September 2024 soll Russland bereits seit Januar 2024 Informationen über eine bevorstehende ukrainische Offensive in Kursk besessen haben. Entsprechende russische Dokumente, die das ukrainische Militär bei seinem Vorstoß in die Region sichergestellt haben soll, konnte die Zeitung nicht unabhängig überprüfen; sie trügen jedoch „die typischen Merkmale echter russischer Armeekommunikation“. Russland habe die Offensive demnach nicht verhindert oder sie nicht verhindern können. Ein Eintrag vom Februar erwähnt entsprechende Warnungen, im März sollen Maßnahmen zur Verstärkung der Grenzverteidigung angeordnet worden sein. Für denselben Monat war von Aktivitäten ukrainischer Sabotagegruppen in russischen Uniformen die Rede. Die Unterlagen im Juni besagten zudem, dass die dort stationierten russischen Einheiten lediglich 60 bis 70 Prozent ihrer Mannschaftsstärke gehabt und aus wenig ausgebildeten Reservisten bestanden hätten. Zudem wurden Bedenken hinsichtlich der Moral und der psychischen Verfassung dieser Truppen geäußert.
Nach den ukrainischen Verlusten und dem Teilrückzug aus Kursk im März 2025, die auch auf das zeitweilige Aussetzen der Bereitstellung von US-Geheimdienstinformationen und Satellitenbildern seitens der Regierung Trump zurückzuführen waren, erhob der Rektor der Amerikanischen Universität Kiew, der Ökonom Roman Sheremeta, den Vorwurf, Trump habe die Ukraine gezielt geschwächt und Putin bei der Rückeroberung von Kursk unterstützt. Ukrainische Soldaten hätten überdies berichtet, dass die russischen Streitkräfte in Kursk „plötzlich über äußerst präzise Koordinaten“ der Standorte ukrainischer Truppen sowie deren Logistik und Munitionsdepots verfügt hätten.